# Clive Owen
Clive Owen (Coventry, Warwickshire, Inglaterra, 3 de octubre de 1964) es un actor británico que actúa con regularidad en Hollywood y en películas estadounidenses independientes.
En 2005, Owen fue nominado para un Óscar y ganó un Globo de Oro y un BAFTA como mejor actor de reparto por su papel en la versión fílmica de Closer.

## Biografía
Owen nació en Coventry, Warwickshire, Inglaterra, como el cuarto de cinco hermanos. A la edad de tres años fue abandonado por su padre, un cantante de música country. Fue criado por su madre y su padrastro. Inicialmente desinteresado por la escuela de teatro, cambió de opinión en 1984, después de un largo e infructuoso período de búsqueda de trabajo. Se graduó en la Royal Academy of Dramatic Art en 1987 en una clase que incluía a Ralph Fiennes y Jane Horrocks. Después de la graduación, se ganó un lugar en el Young Vic (un reconocido teatro londinense), actuando en varias obras de Shakespeare. En un episodio, que luego describiría como "muy romántico", conoció a su futura esposa Sarah-Jane Fenton mientras actuaban en los roles principales de Romeo y Julieta. Se casaron en 1995 y tienen dos hijas, Hannah y Eve. Actualmente viven en Londres.
La década de 1990 lo vio convertirse en un artista frecuente en los escenarios y en la televisión del Reino Unido, especialmente por su papel principal en la serie de TV Chancer y en el éxito de Broadway y West End Closer de Patrick Marber. Owen ganó el favor de las críticas con su interpretación en la película Croupier de Mike Hodges, donde tuvo el rol protagonista de un escritor emprendedor que consigue un empleo en un casino de Londres como inspiración para su trabajo, para luego verse envuelto en un intento de robo. Se volvió conocido entre el público estadounidense después de protagonizar a El Conductor en los cortometrajes de BMW.
A pesar de que se ha desmentido públicamente, por mucho tiempo se dijo que Owen era un posible sucesor de Pierce Brosnan en el papel de James Bond. Los rumores aumentaron cuando Brosnan admitió que no volvería a interpretar dicho rol, pero en octubre de 2005 fue anunciado que el actor británico Daniel Craig tomaría el lugar de Brosnan. Fuentes sin confirmar aseguran que Owen rechazó el papel para evitar el encasillamiento del personaje. En 2006, realizó una parodia del papel de Bond al aparecer en la nueva versión de La Pantera Rosa como un personaje llamado 006.

## Filmografía

### Cine y televisión
| Año  | Título                                   | Personaje                | Notas                              |
| ---- | ---------------------------------------- | ------------------------ | ---------------------------------- |
| 2021 | Impeachment: American Crime Story        | Bill Clinton             | Serie de televisión (10 episodios) |
| 2021 | Lisey's Story                            | Scott Landon             | Miniserie (8 episodios)            |
| 2019 | The Song of Names                        | Dovidl Rapoport          |                                    |
| 2019 | Gemini Man                               | Clay Varris              |                                    |
| 2018 | Anon                                     | Sal Frieland             |                                    |
| 2018 | Ophelia                                  | Cladius                  |                                    |
| 2017 | Valerian y la ciudad de los mil planetas | Arün Filitt              |                                    |
| 2016 | The Confirmation                         | Walt                     |                                    |
| 2015 | Last Knights                             | Capitán Raiden           |                                    |
| 2014 | The Knick                                | Dr. John W. Thackery     | Serie para Cinemax                 |
| 2013 | Blood Ties                               | Chris Pierzynski         |                                    |
| 2013 | Words and Pictures                       | Jack Marcus              |                                    |
| 2012 | Agente doble                             | Mac                      |                                    |
| 2011 | Intruders                                | John Farrow              |                                    |
| 2011 | Trust                                    | Will Cameron             |                                    |
| 2011 | Killer Elite                             | Spike                    |                                    |
| 2009 | The Boys Are Back                        | Joe Warr                 |                                    |
| 2009 | Duplicity                                | Ray Koval                |                                    |
| 2009 | The International                        | Louis Salinger           |                                    |
| 2007 | Shoot 'Em Up                             | Sr. Smith                |                                    |
| 2007 | Elizabeth: la edad de oro                | Sir Walter Raleigh       |                                    |
| 2006 | Inside Man                               | Dalton Russell           |                                    |
| 2006 | Children of Men                          | Theodore Faron           |                                    |
| 2006 | La Pantera Rosa                          | Nigel Boswell/Agente 006 | No acreditado                      |
| 2005 | Sin City                                 | Dwight McCarthy          |                                    |
| 2005 | Sin control                              | Charles Schine           |                                    |
| 2004 | Closer                                   | Larry                    |                                    |
| 2004 | El rey Arturo                            | Arthur                   |                                    |
| 2003 | Beyond Borders                           | Nick Callahan            |                                    |
| 2003 | I'll Sleep When I'm Dead                 | Will Graham              |                                    |
| 2002 | The Bourne Identity                      | El profesor              |                                    |
| 2001 | The Hire                                 | El conductor             |                                    |
| 2001 | Gosford Park                             | Robert Parks             |                                    |
| 2000 | Flower Power                             | Colin Briggs             |                                    |
| 1997 | Croupier                                 | Jack Manfred             |                                    |
| 1997 | Bent                                     | Max                      |                                    |
| 1996 | The Rich Man's Wife                      | Jake Golden              |                                    |
| 1996 | Sharman                                  | Nick Sharman             | Serie de televisión                |
| 1994 | The Tournaround                          | Nick Sharmen             |                                    |
| 1994 | The Return of the Native                 | Damon Wildeve            | Telefilme                          |
| 1993 | Century                                  | Paul Reisner             |                                    |
| 1991 | Close My Eyes                            | Richard                  |                                    |
| 1990 | Chancer                                  | Stephen Crane/Derek Love | Serie de televisión                |
| 1990 | Lorna Doone                              | John Ridd                | Telefilme                          |
| 1989 | Precious Bane                            | Gideon Smith             | Telefilme                          |
| 1988 | Vroom                                    | Jake                     |                                    |

## Premios y nominaciones
Premios Óscar
| Año  | Categoría              | Película | Resultado |
| ---- | ---------------------- | -------- | --------- |
| 2005 | Mejor actor de reparto | Closer   | Nominado  |

Premios Globo de Oro
| Año  | Categoría                            | Película             | Resultado |
| ---- | ------------------------------------ | -------------------- | --------- |
| 2015 | Mejor actor de televisión - Drama    | The Knick            | Nominado  |
| 2013 | Mejor actor de miniserie o telefilme | Hemingway & Gellhorn | Nominado  |
| 2004 | Mejor actor de reparto               | Closer               | Ganador   |

Premios BAFTA
| Año  | Categoría              | Película | Resultado |
| ---- | ---------------------- | -------- | --------- |
| 2004 | Mejor actor de reparto | Closer   | Ganador   |

Premios del Sindicato de Actores
| Año  | Categoría     | Película     | Resultado |
| ---- | ------------- | ------------ | --------- |
| 2001 | Mejor reparto | Gosford Park | Ganador   |

Premios Satellite
| Año  | Categoría                            | Película             | Resultado |
| ---- | ------------------------------------ | -------------------- | --------- |
| 2014 | Mejor actor de televisión - Drama    | The Knick            | Ganador   |
| 2012 | Mejor actor de miniserie o telefilme | Hemingway & Gellhorn | Nominado  |
| 2007 | Mejor actor - comedia/musical        | Shoot 'Em Up         | Nominado  |
| 2004 | Mejor actor de reparto               | Closer               | Nominado  |